# Лутц Кесебір
Лутц Кесебір (нім. Lutz Käsebier; 1958) — німецький боксер, що виступав за збірну НДР, призер чемпіонату світу серед аматорів.

## Аматорська кар'єра
Лутц Кесебір жодного разу не був чемпіоном НДР, тричі здобувши срібло. 1978 року досяг найбільшого успіху у своїй кар'єрі, зайнявши третє місце на чемпіонаті світу.
- В 1/8 фіналу переміг Лешека Коседовського (Польща) — 4-1
- У чвертьфіналі переміг Се О Янга (Південна Корея) — 3-2
- У півфіналі не вийшов на бій проти Володимира Сорокіна (СРСР).